# Aristolochia glaucifolia
Aristolochia glaucifolia Ridl. – gatunek rośliny z rodziny kokornakowatych (Aristolochiaceae Juss.). Występuje endemicznie w północnej części indonezyjskiej wyspy Sumatry.

## Morfologia
PokrójKrzew o pnących i trwałych pędach. Dorasta do 8 m wysokości.
LiścieSą potrójnie klapowane. Mają owalny kształt. Mają 4–6 cm długości oraz 1,5–15 cm szerokości. Nasada liścia ma sercowaty kształt. Całobrzegie, może mieć wierzchołek od tępego po spiczasty. Ogonek liściowy jest nagi i ma długość 3–7 cm.
KwiatyZebrane są w gronach o długości 2 cm. Mają zielonożółtawą barwę i 10–12 mm długości. Łagiewka ma elipsoidalny kształt.
OwoceTorebki o elipsoidalnym kształcie. Mają 2,5–3 cm długości i 1,5 cm szerokości.

## Biologia i ekologia
Rośnie w wiecznie zielonych lasach. Występuje na wysokości od 500 do 1500 m n.p.m.